# Brunhilde (Band)
Brunhilde ist eine 2013 gegründete deutsche Punk- und Metalband aus Fürth.

## Geschichte
Sängerin Caro Loy und Gitarrist Kurt Bauereiß machen seit ca. 2010 gemeinsam Musik und betreiben das Streetlife Studio in Fürth. In den gemeinsamen musikalischen Anfangstagen probierten sie sich an verschiedenen Stilrichtungen, um letztlich einen eigenen Sound zu finden. Zum Bandnamen wurden die beiden durch den Film Django Unchained von Quentin Tarantino und den Charakter Brunhilde (orig. „Broomhilda“) inspiriert, dessen Klang sie im Englischen beeindruckte. Auf der Suche nach einer geeigneten Aufnahmemöglichkeit für ein neues Projekt traf im Frühjahr 2019 Metal-Produzent Charlie Bauerfeind (Helloween, Blind Guardian) auf das Duo. Bauerfeind holte für spätere Aufnahmen außerdem Bassist Oliver Holzwarth (Blind Guardian) und Schlagzeuger Bastian Emig (Van Canto) ins Boot.
2015 veröffentlichte die Gruppe mit Dollhouse eine erste LP bei 7us Media Group. Bei Bellfire Records (unter Bellaphon) erschien am 26. Mai 2017 das nächste Album Behind My Mind, dem die beiden Singles Fake or Real und If It Hurts vorausgingen. Beim deutschen Rock-Magazin RockHard lief die Videopremiere. Das Magazin metalglory.com beschrieb den Langspieler als „schnörkellosen erdigen Hard & Heavy Rock, der von der mitreißenden Stimme gekrönt wird“, zudem gab es Vergleiche mit Halestorm, Motörhead und BEAST. Im selben Jahr spielten Brunhilde Konzerte in Deutschland und traten auf dem Harley Festival in Bensheim sowie dem Loket Festival in Tschechien auf. 2019 folgten dann Auftritte im Vorprogramm von ZZ Top und Nazareth.
Am 22. Mai 2020 veröffentlichte das Duo mit When You Were Born (I Was Already Dead) eine neue Single, die als Vorbote des nächsten Albums fungierte. Dieses erschien im Spätwinter 2021 unter dem Namen To Cut A Long Story Short. Im gleichen Zeitraum wurde die Band durch die Berliner Initiative Musik ausgewählt und finanziell gefördert. Den ungewöhnlich langen Release-Prozess begleitete man mit mehreren Vorab-Singles und einer Multi-Track-EP namens Choir Boy, die am 26. Juni 2020 veröffentlicht wurde. Nach Releases bei anderen Plattenfirmen nahm die Band im Vorfeld dieser Veröffentlichungen alle Zügel selbst in die Hand und gründete das eigene Label Count & Countess, das physisch über Bertus und via Kontor New Media vertrieben wird. Aufgenommen wurden die Single und die weiteren Tracks in den Band-eigenen Streetlife Studios mit Unterstützung von Bauerfeind, Emig und Holzwarth. Gemeinsam mit Randy van der Elsen am Bass begleitet Emig die Band mittlerweile fest in der Live-Besetzung.
Im Mai 2022 veröffentlichte die Band das Konzeptalbum 27. Angelehnt an den Klub 27 behandelt Brunhilde Schicksale gewöhnlicher Menschen, die im Alter von 27 ums Leben gekommen sind. Im selben Jahr tourte die Gruppe mit Dark Tranquillity durch England, Irland sowie Schweden und spielte als Headliner mehrere Shows in Deutschland, unter anderem in Hamburg, Köln und Nürnberg.
2023 spielte Brunhilde unter anderem beim Wacken Open Air auf der Wasteland Stage, beim Sinner Rock Festival und beim Metal Hammer Paradise.
Seit Mitte 2024 gehört Bassistin Marisa Gruna zur Livebesetzung der Gruppe. Es fand außerdem ein Wechsel zur Bookingagentur EXTRAtour (Lord of the Lost, Jennifer Rostock, Subway to Sally) statt. Brunhilde unterstützt bis 2025 die Fun-Metal-Band J.B.O. auf deren Explizite Lyrik!-Tour.

## Kommerzieller Erfolg und Rezeption
When You Were Born stieg auf Platz 5 der deutschen iTunes Metal-Charts ein. Das spanische Online-Magazin RockInSpain schrieb der Single „unbegrenzte Leistung bei voller Geschwindigkeit“ zu, zudem gab es Erwähnungen auf einer belgischen, französischen und zahlreichen weiteren Rock-Portalen.
Auch die EP Choir Boy stieß auf Resonanz: Das Portal FFM Rock zog vergleiche mit Skunk Anansie und den Guano Apes und vergab 7 von 10 Punkten; der Online-Radiosender Metal Devastation Radio nahm Brunhilde nach der Veröffentlichung in sein wöchentliches „Battle of the Bands“ auf. Das Schall Magazin widmete Choir Boy und Brunhilde eine Doppelseite; im SLAM Magazin schaffte es die EP auf die Heft-CD und wurde so bewertet: „Überraschend herzhaft und mit ordentlich bissigem Sound“ stelle der Vorbote für das Album „das gewachsene Arrangement in den Vordergrund und spielt die Stärken der ehemaligen Spaßmetal-Formation gekonnt aus“.
Bei Online-Diensten wie Apple Music und YouTube schaffte es die Gruppe in kuratierte Playlists und erzielte mit dem Song Return of the Son of a Gun knapp 60.000 Spotify-Streams innerhalb von vier Wochen nach Veröffentlichung. Radio Z und Rock City kürten 27 je zum Album des Jahres 2022. Musikmagazine wie Classic Rock, Schall, Metal Hammer UK und Deutschland, Rock Hard und Guitar Magazine berichteten über TCALSS und 27; wobei die Band es bei Orkus, .rcn oder Musikansich auf den Titel schaffte. Auch Tageszeitungen wie der Kölner Stadt-Anzeiger, die Rheinische Post, die Westdeutsche Zeitung, die Ostsee-Zeitung und die Nürnberger Zeitung behandelten die Veröffentlichungen. In den iTunes Rock-Charts für Deutschland belegte die Single The Winner Takes It All Platz 21.
Anfang 2024 überschritten Brunhilde mit Where Are You Going? 100.000 Streams auf Spotify und erhielten die dazugehörige Auszeichnung. Im Februar des gleichen Jahres folgte die Veröffentlichung der Single Hit and Run, mit der sie für den Herbst 2024 auch ein drittes Album ankündigten.

## Diskografie

### Alben und EPs
- 2015: Dollhouse
- 2017: Behind My Mind
- 2020: Choir Boy (EP)
- 2021: To Cut a Long Story Short
- 2022: 27
- 2025: In Love Yours Hate

### Singles und Musikvideos
- 2015: Second Class (unplugged)
- 2015: SoulStrip (unplugged)
- 2016: Hanging Tree (Cover)
- 2017: Fake or Real
- 2017: If It Hurts
- 2019: Golddigger
- 2020: When You Were Born (I Was Already Dead)
- 2020: Choir Boy (Lyric Video)
- 2020: All Is lost
- 2020: Where Are You Going?
- 2021: So Bad (Cover)
- 2021: Come Out Come Out
- 2021: Miss God
- 2021: Friendly Fire
- 2022: House of the Rising Sun
- 2022: Eye for an Eye and Tit for Tat
- 2022: Girl with 1000 Scars
- 2023: Are the Kids Alright Again?
- 2023: Situation Normal All Fucked Up
- 2024: Hit and Run